# Dave Pearson
Pour les articles homonymes, voir Pearson.
David "Dave" Pearson, né le 9 août 1966, est un arbitre international anglais de rugby à XV. 

## Carrière d'arbitre
Dave Pearson arbitre régulièrement des rencontres de championnat d'Angleterre ou de Coupe anglo-galloise, soit le plus haut niveau anglais. À ce titre il a l'honneur d'officier pour les finales de championnat d'Angleterre 2005-2006 et de la Coupe d'Angleterre de rugby à XV 2004-2005.
Au niveau international, il arbitre en 2004 en Coupe d'Europe la victoire du Stade français contre l'Ulster 13-10. Pour le Tournoi des six nations 2007, il est arbitre de touche à Italie-France, et de champ pour Écosse-Irlande et en Coupe d'Europe sur Ospreys-Bourgoin (22-15). Dave Pearson officie également lors d'Écosse-Afrique du Sud, Leinster-Toulouse (20-13) en Coupe d'Europe, puis Llanelli-Stade français (31-17), Australie-France (34-13), Perpignan-Munster (14-37), et France-Samoa, 43 à 5. 
Il est présent lors de la Coupe du monde 2007 comme juge de touche.
En 2010, dans le cadre d'échanges entre fédérations, Dave Pearson officie dans le Top 14 pour Montpellier-Castres (15-0) avant d'arbitrer lors de la cinquième journée de Coupe d'Europe ASM Clermont Auvergne 27 - 7  Ospreys. 
Il est présent pour le Tournoi des six nations 2010 lors de la rencontre Italie 16-12 Écosse.
Il fait partie des dix arbitres retenus pour la Coupe du monde 2011 en Nouvelle-Zélande.
Le 11 février 2012, il décide de ne pas faire jouer le match France-Irlande qui devait se tenir devant 79 000 spectateurs au Stade de France, en raison du gel qui rend le terrain dangereux. Cette décision a créé une polémique.
Le 8 octobre 2012, Dave Pearson prend sa retraite d'arbitre et endosse le rôle de premier entraîneur des arbitres du Tournoi des Six Nations.